# Matheus Cuello
Matheus Cuello, vollständiger Name Anderson Matheus Cuello Rodríguez, (* 10. Dezember 1995 in Rivera) ist ein uruguayischer Fußballspieler.

## Karriere
Der 1,70 Meter große Mittelfeldakteur Cuello steht seit der Clausura 2015 im Profikader des Zweitligisten Canadian Soccer Club und kam in jener Halbserie 13-mal in der Segunda División zum Einsatz. Während der Spielzeit 2015/16 lief er in zehn Ligapartien auf. Einen Zweitligatreffer erzielte er bis dahin nicht. In der Saison 2016 bestritt er zwölf Zweitligaspiele und schoss ein Tor. Im Januar 2017 wechselte er zum Club Atlético Torque. Bislang (Stand: 23. Juli 2017) wurde er dort in neun Zweitligapartien (kein Tor) eingesetzt.